# 希望の乙女
『希望の乙女』（きぼうのおとめ）は、1958年9月10日公開の日本のミュージカル映画。監督：佐々木康、主演：美空ひばり。製作：東映東京撮影所、配給：東映。カラー、東映スコープ、97分。
美空ひばりの芸能生活10周年記念作品として製作された。封切り時の同時上映作品は『神州天馬侠』（主演：里見浩太朗）。

## ストーリー
孤児だった美原さゆりは、北海道の牧場主のおじに育てられ、東京で歌手になることを夢見る。さゆりの担任教師・松木は東京の音楽家・月村浩一の教え子であったため、紹介状を書く。さゆりは紹介状を携え東京へ向かう。さゆりは連絡船の甲板の上で青年・相良丈二が吹くサックスのメロディに聞き惚れ、歌い踊る。驚いた相良が「君はまともじゃないよ」とたしなめると、さゆりは思わず「あなたこそ芸術センスのないオツムテンテンよ」とやり返し、言い合いになって別れる。
月村が住むところは都心ではなく、小さな商店街とドブ池のある場末の下町だった。さゆりは月村に紹介状を見せ「弟子にしてください」と頼むが、「その気がない。迷惑だから帰れ」と追い返される。月村は妻を亡くして以来スランプに苦しみ、酒に溺れる荒れた生活を送っていた。見かねたさゆりは、住み込みのお手伝いさん兼弟子になることに勝手に決め、月村宅に居座った。
夜になると、月村宅の敷地内に商店街の人々が集まり、バンド演奏が始まる。バンドの名前は「アケボノ楽団」。さゆりはアケボノ楽団の演奏に合わせて歌い出す。アケボノ楽団の願いは月村の指導を受けてデビューし、下町の子供にとって危険なドブ池を、バンドで稼いだお金で埋め立てて児童公園を作ることだった。意気投合したさゆりはメンバーに加わる。
アケボノ楽団の練習のかたわら、さゆりは「先生のために働く」と宣言し、月村宅を出て生花店や洗車場に雇われるが、歌って踊ってばかりなので次々にクビになる。しかしそこで知り合ったトランペット吹きの青年・透がバンドの仲間に加わる。
ある日、月村が酔ってカバンを紛失し、さゆりがカバンを探しに月村の勤務先のクラブを訪ねる。しかしクラブ支配人から「月村は契約バンドの入れ替えのために1か月前に解雇された」と知らされる。月村は働いているふりをして毎晩あてもなく出歩いていたのだった。さゆりが「アレンジャーとして雇い直せないか」と食い下がると、支配人は「アレンジャーを捜しているバンドマスターがいる」と告げ、暗がりで引き合わされる。そのバンドマスターはかつて連絡船で喧嘩をした相良丈二だった。また口喧嘩を始める2人だったが、酔客に絡まれたさゆりを丈二が助けたことをきっかけに、少しずつ打ち解け始める。
月村が収入を失っていたことを知ったさゆりとアケボノ楽団は、月村と亡き妻の結婚記念日に歌と演奏を捧げ、月村の心を慰める。これをきっかけに月村は心を改め、バンドの指導を始める。月村の指導の甲斐あって、アケボノ楽団は客船のショーバンドに雇われる。客船では、さゆりの牧場で働いていた一郎・二郎・三郎・四郎が先に専属コーラスとして雇われていた。ジャズ、ロックンロール、マンボ、ミュージカルナンバーなど、あらゆるジャンルを歌いこなし、また踊りこなすさゆりは、歌手としてどんどん成長していく。また、透にもロカビリーを歌う才能が開花し、2人の歌手を擁するバンドは人気となる。
あるときアケボノ楽団は、怪しげな男・前田から地方巡演の話を持ちかけられる。他流試合的な座組だったことから、成長のチャンスだとしてバンドはその話を受けるが、結局はその前田にギャラを持ち逃げされる。バンドはめげずに自主的に巡業を続行する。さゆりが巡業先の湖畔を散歩していると、丈二に再会する。丈二は「最初の出会いから、さゆりが気になっていた」と告白する。
バンドは丈二からオールスター・フェスティバルへの参加を誘われ、東京へ戻ったのち、ジャズ界を牛耳る大物興行師・三島立ち会いのオーディションを受ける。しかし契約の段になって、実は出演依頼はさゆりだけということを月村がたまたま知る。さゆりを晴れ舞台に立たせるため、アケボノ楽団は苦渋の決断で解散し、月村やメンバーはわざと突き放す態度をとる。月村やメンバーとともに舞台に立てないことにショックを受けたさゆりは失踪してしまう。
ドブ池埋め立てを目指すアケボノ楽団の美談を新聞が報じたことから、三島は態度を改め、丈二に「アケボノ楽団全員を参加させる」と告げる。フェスティバル当日、メンバーは特別編成で丈二のバンドに加わりステージに上がるが、さゆりは現れない。月村たちはさゆりを捜し歩く。さゆりは故郷へ帰ろうかと思いつめていた。月村たちはさゆりを見つけて説得し、ステージへ連れていく。間に合ったステージで、さゆりは笑顔で「歌声は虹の彼方へ」を歌う。丈二はバンドの指揮者としてそれを微笑ましく見守る。

## 出演者
※プレスシートを記録するキネマ旬報映画データベースでは下記のほかディック・ミネ、雪村いづみ、江利チエミがクレジットされているが、作中クレジットにはなく、出演シーンも確認できない。 
- 美原さゆり：美空ひばり
- 相良丈二：高倉健
- 月村浩一：山村聡（特別出演）
- 佐野透：小野透
- ピー公（フラワーガーデンの店員 バンドのマネージャー）：山東昭子
- 弁さん（中華料理店の店主 バンドのマネージャー）：柳谷寛
- 富島（高利貸し）：柳家金語楼（東宝）
- 三島雄策：宇佐美淳也

- 有閑マダム（フラワーガーデンの客）：三浦光子
- 洗車場の客：星美智子
- 波多野の妻：故里やよい
- 小宮光江
- フラワーガーデンの客：三原浩
- 伍東（新聞記者）：大村文武
- 松木先生：波島進
- 小川（肉屋の店主）：岸井明
- 兼六（牧場主）：山口勇
- 前田（興行師）：須藤健
- 鉄雄（取材に答える少年）：原國雄
- フラワーガーデンの店主：花沢徳衛
- 弁さんの妻：吉川満子
- 勝美：藤里まゆみ
- 自家用車の紳士（洗車場の客）：杉狂児
- 地方劇場の支配人：増田順二[2]
- 吉川英蘭
- 斎藤紫香
- 曽根秀介
- フラワーガーデンの店員：岩城力
- 古賀京子
- 月村圭子
- 船の乗客：岡田敏子
- 興行師：沢彰謙
- 洗車場の主任：小杉義隆
- 田島：友野博司
- ダフ屋：日尾孝司、久地明
- 山本緑
- 光岡早苗
- 中野かおる
- クレジットなし
  - おしげ：岡村文子

- 信夫（パン店の店員 ベース奏者）：小野満
- 円太（クリーニング店の店員 クラリネット奏者）：北村英治（シックス・ブラザーズ）
- 魚介（クリーニング店の店員 テナーサックス奏者）：辰巳幸雄（シックス・ブラザーズ）
- ガン吉（八百屋の店員 トロンボーン奏者）：近藤進（シックス・ブラザーズ）
- チャブ松（肉屋の店員 マルチプレイヤー）：西代宗良（シックス・ブラザーズ）
- 健次（楽器店の店員 ギター奏者）：チャーリィ・脇野（シックス・ブラザーズ）
- 昭一（牛乳店の配達員 ドラム奏者）：コジー・萱島（シックス・ブラザーズ）
- レッド・スターズ
- 中島安則とラテン・リズム・キング
- 東映アクターズ・バンド
- 岡本（クラブ・カプリコーンの支配人）：灰田勝彦
- 波多野（バーテンダー）：田端義夫
- 司会者：西村小楽天
- 一郎・二郎・三郎・四郎（牧場の従業員→コーラスグループ）：ダーク・ダックス（高見沢宏、佐々木通正、喜早哲、遠山一）
- ダン・ヤダ・ダンサーズ（甘利幸一、結城敬三）
- 船の乗客、ダンサー（二役）：江原眞二郎、中原ひとみ、佐久間良子、中村雅子、丘さとみ、今井俊二

## スタッフ
- 監督：佐々木康
- 製作：大川博
- 企画：坪井興、岡田寿之、原伸光
- 原案：加藤喜美枝
- 脚本：笠原良三、笠原和夫
- 撮影：西川庄衛
- 録音：加瀬寿士
- 照明：元持秀雄
- 美術：森幹男
- 舞踊構成：矢田茂
- 編集：祖田冨美夫

- 助監督：相野田悟
- メーキャップ：須々木幹夫
- 美容：伊奈モト
- 衣裳：八木一郎
- 色彩計測：高梨昇
- 記録：岡本育子
- スチール：鈴木敏雄
- 進行主任：内田秀雄
- 撮影助手：山沢義一
- 録音助手：岸勇
- 照明助手：吉田一一
- 美術助手：下沢敬悟
- 装置：石森恒男
- 装飾：林新吉
- 背景：高橋繁雄
- 電飾：菅田定志
- 音響効果：岩藤龍三
- 現像：東洋現像所

- 音楽：米山正夫
  - 主題歌（コロムビアレコード）
  - 「歌声は虹の彼方へ」（作詞・作曲：米山正夫、編曲：福田正、唄：美空ひばり）
  - 「アンデスの山高帽子」（作詞・作曲：米山正夫、編曲：福田正、唄：美空ひばり・コロムビア合唱団）

## ネット配信
- 2022年6月18日から同年同月24日まで、YouTubeの「TOEI Xstream theater」で無料配信が行われた。